# Чагортинское сельское муниципальное образование
Чагорти́нское се́льское му́ниципальное образова́ние — сельское поселение в Целинном районе Калмыкии.
Административный центр - село Чагорта.

## География
Чагортинское СМО расположено в пределах Ергенинской возвышенности в западной части Целинного района Республики Калмыкия. Общая площадь земель в границах СМО составляет 40 250 га, в том числе: земли сельхозназначения — 39 555 га (пашня — 8 397га, пастбища — 31 156 га.)
Современные границы СМО установлены Законом Республики Калмыкия от 25 декабря 2002 года № 282-II-З "Об установлении границ территории Чагортинского сельского муниципального образования Республики Калмыкия
Чагортинское СМО граничит:
- на юге — с Хар-Булукским СМО;
- на юго-востоке — с Верхнеяшкульским СМО;
- на востоке — с Найнтахинским СМО;
- на северо-востоке — с Оватинским СМО;
- на юго-западе, западе и северо-западе — с Ростовской областью (Ремонтненский и Заветинский районы)

## Население
| 2002 | 2010 | 2011 | 2012 | 2013 | 2014 | 2015 |
| ---- | ---- | ---- | ---- | ---- | ---- | ---- |
| 483  | ↘402 | →402 | ↘394 | ↘380 | →380 | ↘378 |
| 2016 | 2017 | 2018 | 2019 | 2020 | 2021 |      |
| →378 | ↘367 | ↗368 | ↘362 | ↘351 | ↘285 |      |

Численность постоянно проживающего населения муниципального образования по состоянию на 01.10.2011 года составляет 425 человек, из них калмыки составляют 82 % (350 чел.), чеченцы — 7 % (30 чел.), лезгины — 4 % (17 чел.), русские — 3,5 % (15 чел.), башкиры — 0,9 % (4 чел.) и прочие национальности (белорусы, украинцы, аварцы) — 2 % (9 чел.).
| № | Населённый пункт | Тип населённого пункта          | Население |
| - | ---------------- | ------------------------------- | --------- |
| 1 | Келькеты         | посёлок                         | ↘57       |
| 2 | Чагорта          | посёлок, административный центр | ↘312      |

## Экономика
На территории Чагортинского СМО по состоянию на 01.01.2012 г. осуществляют хозяйственную деятельность:
- СПК «Келькеты»
- ООО «Ахал»
- 23 крестьянско-фермерских хозяйства, 136 личных подсобных хозяйств